# Runaway (Janet Jackson)
Runaway è una canzone della cantautrice statunitense Janet Jackson, primo singolo ad essere estratto dalla raccolta Design of a Decade 1986/1996, nel 1995.

## Descrizione
Pubblicato il 29 agosto 1995, è il primo singolo estratto da Design of a Decade 1986/1996, raccolta del 1995. La canzone fu scritta e prodotta dalla Jackson insieme a Jimmy Jam & Terry Lewis.
Negli Stati Uniti raggiunse la terza posizione in classifica, in Canada la seconda, in Regno Unito entrò nei primi dieci posti e ottenne discreti risultati nel resto d'Europa e in Australia.

## Il video
Il videoclip di Runaway, diretto da Marcus Nipsel, inquadra la cantante mentre si trova in un appartamento a New York, salta fuori dalla finestra e atterra su un palo telefonico, intraprende un veloce volo per il mondo, passando per India, Cina, Africa, Toscana, Parigi, Australia e altri paesi, facendo infine ritorno nella propria abitazione, accolta dal cane.

## Tracce
Vinile 2X12" Regno Unito (parte 1)
1. When I Think of You (Junior's Factory Mix) – 9:06
2. When I Think of You (Steve "Silk" Hurley House Mix) – 6:58
3. When I Think of You (Kelly's Bump&Run Mix) – 8:08
4. When I Think of You (Torin's Chicago Mix) – 8:45
5. When I Think of You (Junior's Unplugged Session) – 3:30
6. When I Think of You (The J.A.M. Session Mix) – 3:41

Vinile 2X12" Regno Unito (parte 2)
1. When I Think of You (Junior's Factory Mix) – 9:06
2. When I Think of You (Junior's Tribal Mix) – 4:39
3. When I Think of You (Deep Dish Chocolate City Mix) – 9:35
4. When I Think of You (Deep Dish Quite Storm Dub) – 7:50
5. When I Think of You (Dished out Dub) – 11:30

Vinile 12" Regno Unito
1. When I Think of You (LP Version) – 3:34
2. When I Think of You (Heller&Farley Project Mix UK Edit) – 6:44
3. When I Think of You (David Morales House Mix '95 UK 12" Edit) – 6:17
4. When I Think of You (David Morales Crazy Love Mix UK Edit) – 7:09

Maxi CD singolo Regno Unito/Australia
1. When I Think of You (LP Version) – 3:34
2. When I Think of You (David Morales House Mix '95 7" UK Edit) – 3:30
3. When I Think of You (David Morales Classic Club Mix) – 6:55
4. When I Think of You (David Morales Jazzy Mix UK Edit) – 10:18

Vinile 12"/Maxi CD singolo Stati Uniti
1. When I Think of You (LP Version) – 3:34
2. When I Think of You (Junior's Factory Mix) – 9:06
3. When I Think of You (Junior's Factory Dub) – 6:57
4. When I Think of You (Extended Morales House Mix 95) – 7:41
5. When I Think of You (Crazy Love Mix) – 8:44
6. When I Think of You (Junior's Unplugged Session) – 3:30

CD singolo Stati Uniti/Canada/Francia/CD singolo 3" Giappone
1. When I Think of You (LP Version) – 3:34
2. When I Think of You (Extended Morales House Mix 95) – 7:41

Vinile 2X12" Italia
1. When I Think of You (Junior's Factory Mix) – 9:06
2. When I Think of You (Junior's Tribal Dub) – 4:39
3. When I Think of You (Steve "Silk" Hurley House Mix) – 6:58
4. When I Think of You (Torin's Radio Edit) – 4:40
5. When I Think of You (Junior's Factory Dub) – 6:57
6. When I Think of You (Junior's Factory Mix w/Vocal Sample) – 6:55
7. When I Think of You (Deep Dish Chocolate City Mix) – 9:35
8. When I Think of You (Deep Dish Quite Storm Dub) – 7:50

## Classifiche
| Classifica (1995)              | Massima posizione |
| ------------------------------ | ----------------- |
| Australia                      | 8                 |
| Canada                         | 2                 |
| Paesi Bassi                    | 28                |
| Finlandia                      | 8                 |
| Francia                        | 25                |
| Germania                       | 39                |
| Nuova Zelanda                  | 3                 |
| Svezia                         | 25                |
| Svizzera                       | 24                |
| Regno Unito                    | 6                 |
| Billboard (USA)                | 3                 |
| Rhythm and blues/hip hop (USA) | 6                 |
| Dance (USA)                    | 8                 |
| Contemporanea adulta (USA)     | 7                 |